# Dichromanthus aurantiacus
Dichromanthus aurantiacus, conocida comúnmente como cutzis, es una especie de orquídea de hábito terrestre, nativa de México y Centroamérica.

## Descripción, hábitat y distribución
Dichromanthus aurantiacus es una hierba perenne de raíces fasciculadas y carnosas. Las hojas son alternas, de láminas orbicular-ovadas a oblongo-lanceoladas, de 7 a 25 cm de largo y 4 a 8.5 cm de ancho. La inflorescencia, que surge en la estación lluviosa y permanece abierta de junio a octubre aproximadamente, es un escapo erecto coronado por una espiga muy vistosa, de hasta 20 flores tubulares de color anaranjado brillante o amarillento, con brácteas grandes y vellosas del mismo color. La polinización es llevada a cabo principalmente por colibríes.
Se trata de una planta tolerante al disturbio antropogénico, por lo que podría considerarse una especie de hábito ruderal. Florece en bosques de pino-encino, pendientes rocosas, matorrales xerófilos, vegetación riparia, así como en pastizales urbanos alterados. Se distribuye desde el estado mexicano de Chihuahua, a lo largo de la Sierra Madre Occidental, el Eje Neovolcánico y la Sierra Madre del Sur, hasta Guatemala, Honduras y El Salvador.

## Taxonomía
Dichromanthus aurantiacus fue descrita en 2002 por Gerardo A. Salazar y Miguel Ángel Soto Arenas, sobre un basónimo de Juan José Martínez de Lexarza, en Lindleyana 17(3): 173.

### Etimología
Dichromanthus: nombre genérico griego que significa "flor bicolor"
aurantiacus: epíteto latino que significa "anaranjado"

### Sinonimia
- Gyrostachys aurantiaca (Lex.) Kuntze
- Gyrostachys lupulina (Lindl.) Kuntze
- Neottia aurantiaca Lex. [basónimo]
- Ophrys pubescens Sessé & Moc. [ilegítimo]
- Spiranthes aurantiaca (Lex.) Hemsl.
- Spiranthes aurantiaca var. acuminata B.L.Rob. & Seaton
- Spiranthes lanuginosa .Rich. & Galeotti
- Spiranthes lupulina (Lindl.) Hemsl.
- Spiranthes pubens A.Rich. & Galeotti
- Stenorrhynchos aurantiacum (Lex.) Lindl.
- Stenorrhynchos aurantiacum var. acuminatum (B.L.Rob. & Seaton) Conz.
- Stenorrhynchos lanuginosum (A.Rich. & Galeotti) Schltr.
- Stenorrhynchos lupulinum Lindl.
- Stenorrhynchos pubens (A.Rich. & Galeotti) Schltr.[7]